# Heimstaden
Heimstaden – jeden z największych podmiotów na europejskim rynku najmu instytucjonalnego mieszkań (PRS – ang. private rented sector). Grupa została założona w Malmö w Szwecji w 1998 przez norweskich inwestorów (słowo „heimstaden” oznacza po norwesku „rodzinne miasto”). W 2025 dysponowała około 162 tys. mieszkań przeznaczonych na długoterminowy najem.

## Heimstaden na świecie
Heimstaden jest obecny w dziewięciu krajach Europy: Norwegii, Szwecji, Danii, Finlandii, Wielkiej Brytanii, Niemczech, Holandii, Czechach oraz Polsce. Inwestuje przede wszystkim mieszkania położone w centralnych lokalizacjach obszarów metropolitarnych i ośrodków akademickich. Wszystkie mieszkania przeznaczane są na długoterminowy najem. W krajach skandynawskich, z których wywodzi się Heimstaden, średni okres najmu mieszkań przekracza 10 lat. W 2023 Heimstaden wycofał się z Islandii, gdzie wynajmował ponad 1,6 tys. mieszkań.

## Heimstaden w Polsce
Heimstaden jest obecny w Polsce od 2020 – firma zapewniła wówczas finansowanie kilku projektów deweloperskich na wczesnym etapie. W kolejnym roku Heimstaden zawarł umowę ze spółką Budimex Nieruchomości (obecnie Spravia), zapewniając finansowanie budowy około 2,5 tys. mieszkań. Rozwój Heimstaden w Polsce zbiegł się w czasie z wyzwaniami polskiego rynku mieszkaniowego, spowodowanymi m.in. przez pandemię oraz gwałtowny spadek zdolności kredytowej części kupujących mieszkania.
W 2024 Heimstaden miał w ofercie ponad 2 tys. mieszkań na ośmiu osiedlach – pięciu w Warszawie: przy ul. Bokserskiej (Mokotów), Grzybowskiej (Wola), Komitetu Obrony Robotników (Okęcie), Żupniczej (Praga-Południe) i Wschodu Słońca (Włochy); oraz trzech w Krakowie: przy ul. Orlińskiego (Czyżyny), Myśliwskiej (Płaszów) i Fredry (Łagiewniki). Dużą część oferty Heimstaden w Polsce stanowią mieszkania duże, przeznaczone dla rodzin z dziećmi. Wszystkie osiedla Heimstaden w Polsce są certyfikowane w standardzie BREEAM, potwierdzającym spełnianie wymogów w obszarze ochrony środowiska i efektywności energetycznej.
Zdaniem niektórych analityków działalność Heimstaden i innych przedsiębiorstw o podobnym profilu przyczyniła się do ograniczenia dostępności nowych mieszkań na sprzedaż oraz wzrost ich cen w niektórych polskich miastach. Inni eksperci wskazują jednak na niewielką skalę działalności firm PRS – wynajmowane w tej formie mieszkania stanowią mniej niż 1 proc. wszystkich lokali dostępnych na polskim rynku najmu. Jednocześnie podmioty PRS pomagają w zwiększać podaż mieszkań poprzez finansowanie nowych inwestycji.

## Współpraca z SOS Wioskami Dziecięcymi
Heimstaden jest inicjatorem programu „Home for Home”, w ramach którego wspiera projekty realizowane na całym świecie przez międzynarodową organizację SOS Children’s Villages. Grupa zobowiązała się do przeznaczania na ten cel 100 euro za każde posiadane mieszkanie, co przekłada się na dotację na poziomie ponad 12 mln euro rocznie. Programy realizowane przez SOS Wioski Dziecięce we współpracy z Heimstaden koncentrują się na pomocy rodzinom w tworzeniu właściwych warunków mieszkaniowych, wzmacnianiu kompetencji społecznych, edukacyjnych i zawodowych rodziców, opiekunów i dzieci, a także wspieraniu młodych ludzi, którzy opuszczają Wioski SOS, w osiągnięciu samodzielności na rynku mieszkaniowym.

## Strategia klimatyczna
Aby wypełnić założenia Paryskiego Porozumienia Klimatycznego, Heimstaden zobowiązał się do ograniczenia emisji w swoich budynkach o 42 proc. do 2030 (w porównaniu do 2020). Grupa przeznaczy na ten cel 7,3 mld koron szwedzkich (około 650 mln euro). Wspierana przez ONZ inicjatywa Science Based Targets potwierdziła, że działania te są zgodne z aktualną wiedzą naukową. Do 2027 kontrahenci odpowiadający za 27 proc. wartości pozyskiwanych przez Heimstaden towarów i usług będą musieli działać w oparciu o zweryfikowane naukowo cele. W 2022 Heimstaden zmniejszył emisje o 7 proc., a zużycie energii – o 11 proc. w przeliczeniu na metr kwadratowy wynajmowanych powierzchni.